# Achaearanea gui
Achaearanea gui är en spindelart som beskrevs av Zhu 1998. Achaearanea gui ingår i släktet Achaearanea och familjen klotspindlar. Inga underarter finns listade i Catalogue of Life.